# Robert Irwin (artiste)
Pour les articles homonymes, voir Irwin et Robert Irwin.
Robert W. Irwin, né le 12 septembre 1928 à Long Beach (Californie) et mort le 25 octobre 2023 à San Diego (Californie), est un artiste américain d'installations. 
Il explore la perception et l'art conditionnel, souvent par le biais d'interventions architecturales spécifiques in situ qui modifient l'expérience physique, sensorielle et temporelle de l'espace.

## Liminaire
Robert Irwin commence sa carrière de peintre dans les années 1950, mais dans les années 1960, il se tourne vers l'installation, devenant un pionnier dont le travail permet de définir les problèmes esthétiques et conceptuels du mouvement West Coast, Light and Space.
Ses premières œuvres utilisent souvent la lumière et un voile de canevas pour transformer les espaces des galeries et des musées, mais depuis 1975, il intègre des projets de paysage dans sa pratique.
Robert Irwin conçoit plus de cinquante-cinq projets spécifiques à chaque site, notamment au Getty Center (1992-1998), au Dia:Beacon (1999-2003) et à la Chinati Foundation à Marfa au Texas (2001-2016). Le Museum of Contemporary Art de Los Angeles organise la première rétrospective de son travail en 1993.
En 2008, le musée d'Art contemporain de San Diego présente une rétrospective de cinquante ans de carrière. Robert Irwin reçoit une bourse Guggenheim en 1976, une bourse MacArthur en mars 1984 et est élu membre de l'Académie américaine des arts et des lettres en 2007.
Il vivait et travaillait à San Diego en Californie.

## Biographie
Robert Irwin naît en 1928 à Long Beach en Californie, de Robert Irwin et de Goldie Anderberg Irwin. Après avoir servi dans l'armée américaine de 1946 à 1947, il fréquente plusieurs instituts d'art, l'Otis Art Institute à Los Angeles de 1948 à 1950, le Jepson Art Institute en 1951 et le Chouinard Art Institute à Los Angeles de 1952 à 1954.
Il passe les deux années suivantes en Europe et en Afrique du Nord. Entre 1957 et 1958, il enseigne à l'Institut des arts Chouinard.
Les premiers travaux d'Irwin sont de la peinture. En 1959, il peint une série d'objets et expose pour la deuxième fois, en tant qu'exposant individuel, à la galerie Ferus de Los Angeles. L'année suivante, en 1960, il est invité à y exposer de nouveau ainsi qu'au musée d'art de Pasadena. À ce moment-là, il a commencé une série continue d'expériences. En 1962, il enseigne à l'Université de Californie à Los Angeles et expose à nouveau à la Galerie Ferus. Cette année-là, il commence ses peintures au trait. Il expose à la galerie Ferus en 1964 et présente une étude différente, ses peintures à points.
Entre 1966 et 1967, il peint des disques en aluminium. Il est invité à nouveau en tant qu'exposant à la galerie Pace à New York. En 1968, il enseigne à l'Université de Californie à Irvine. Pendant deux ans, il travaille avec des disques en acrylique transparent, des structures convexes blanches fixées au mur et éclairées par des lampes. En 1970, il commence ses travaux sur « Columns », une série de colonnes en acrylique transparent. En 1972, il commence son étude sur les « lignes de visibilité » et les « lieux » du sud-ouest.

### Projets de paysage
Robert Irwin passe aux projets de paysage après avoir développé un mouvement stylistique vers un espace expérientiel, projetant ce qu'il avait appris sur les lignes, les couleurs et, surtout, la lumière sur l'environnement bâti. Depuis 1975, Irwin a conçu cinquante-cinq projets de sites. Son 9 Spaces 9 Trees (1980-1933) est commandé en 1980 pour le toit du bâtiment de la sécurité publique par la Seattle Arts Commission ; il est repensé en 2007 et situé sur le campus de l'Université de Washington. Sa Filigreed Line (1979) réalisée pour le Wellesley College, dans le Massachusetts, consiste en une ligne en acier inoxydable longeant une crête d'herbe près d'un lac, dans laquelle un motif de formes en forme de feuille est découpé. En 1983, Two Running Violet V Forms , composé de deux clôtures grillagées recouvertes de plastique et fixées à de hauts poteaux, figure dans la collection Stuart d'œuvres d'art publiques sur le campus de l'Université de Californie à San Diego. Pour Sentinel Plaza (1990), dans le district du centre civique de Pasadena, Irwin a choisi de petites plantes et des cactus du désert. Il a par la suite été consulté sur le plan directeur de Dia:Beacon, notamment pour la conception et l'aménagement paysager des espaces extérieurs, ainsi que pour le bâtiment d'entrée et la conception des fenêtres.
Il a ensuite conçu et développé le Central Garden du Getty Center à Los Angeles, construit en 1997. Dans le jardin central, le concept d'Irwin consistant à intégrer des relations d'expérience à l'environnement bâti est parfaitement clair. Ces éléments expérientiels remplissent l'espace. Ce projet est largement salué pour sa conception et son déroulement. Cette conception, de 12 400 m2, comprend un ravin naturel et une allée bordée d'arbres qui permet au visiteur de vivre une expérience de vues, de sons et de senteurs. Il a sélectionné tout ce qui se trouvait dans le jardin pour accentuer le jeu de lumière, de couleur et de réflexion. La planification a commencé en 1992, en tant que partie essentielle du projet du Getty Center. Depuis l'ouverture du centre en 1997, le jardin central a évolué parallèlement à la croissance de ses plantes. La déclaration d'Irwin, « En constante évolution, jamais deux fois plus belle », est gravée dans le sol de la place, rappelant aux visiteurs la nature en constante évolution de cette œuvre d'art vivante. À la consternation de l'artiste, une sculpture de Fernand Léger datant des années 1950 a été placée sur la place du jardin.
Robert Irwin a terminé la deuxième phase de l'installation d'un jardin de palmiers primordial au musée d'art du comté de Los Angeles, qui a débuté en 2007. Le jardin des palmiers est disposé en forme de "T" et son axe est-ouest relie le grand musée d'art contemporain au pavillon Resnick. L'axe nord-sud se termine par une grille de dattiers servant de contrepoint à l'installation Urban Light de l'artiste Chris Burden. Irwin a longtemps été intrigué par la façon dont les palmiers capturent et reflètent la lumière du sud de la Californie. La conception du Palm Garden a permis à Irwin de travailler avec les perceptions phénoménales et culturelles des palmiers. Des espèces individuelles de palmiers sont plantées dans des boites Cor-Ten, des versions modernes et formalisées de boites en bois pour pépinières. Les récipients sculpturaux font référence aux bases de piédestal qui représentent traditionnellement des objets d'art. Dans l'utilisation des palmiers par Irwin, on considère le lien omniprésent et emblématique entre le palmier et les images de Los Angeles.

## Reconnaissance
Robert Irwin a reçu une bourse MacArthur en 1984, faisant de lui le premier artiste à recevoir une bourse de cinq ans, qui a duré jusqu'en 1989. Il a également été récipiendaire d'une bourse John Simon Guggenheim (1976), du prix Chaloner, du prix James D. Phelan (1954) et de la médaille en architecture de la Fondation Thomas Jefferson décernée par la University of Virginia School of Architecture (2009).. Il est titulaire de doctorats honorifiques du San Francisco Art Institute (1979) et du Otis College of Art and Design (1992). Irwin a été élu membre de l'Académie américaine des arts et des lettres en 2007. La même année, il effectue une résidence au Museum of Contemporary Art de San Diego

## Sources
- Lawrence Weschler, Seeing is forgetting the name of the thing one sees, University of California Press, 1982.
- Irwin, Robert, Hugh Marlais Davies, Leonard Feinstein, Robert Irwin: Primaries and Secondaries, San Diego, CA, Museum of Contemporary Art San Diego, 2008
- Shiyan Li, « Robert Irwin : Du raku à l'ouverture au monde » (p. 161-212) in: Le vide dans l'art du XXe siècle : Occident/Extrême-Orient (The Emptiness in the Art of the 20th Century : West - Far East), Presses Universitaires de Provence, France, Collection : Histoire, théorie et pratique des arts, 2014, 344 p.  (ISBN 978-2-85399-917-5)

## Voir également
- Nine Spaces Nine Trees, Université de Washington, Seattle, Washington